# Palco Antonacci San Siro 2014 - L'amore comporta
 Palco Antonacci San Siro 2014 - L'amore comporta è il secondo album dal vivo di Biagio Antonacci, pubblicato il 17 novembre 2014. Il 12 dicembre è uscita la versione in doppio vinile.
L'album è stato registrato il 31 maggio 2014 presso lo Stadio Giuseppe Meazza di Milano, durante il tour dell'album L'amore comporta e ha visto sul palco anche due artisti come Laura Pausini e Eros Ramazzotti.
In copertina l'artista che canta con a fianco una porzione di stadio.

## Tracce
CD
1. Cado
2. Insieme finire
3. Mi fai stare bene
4. Dolore e forza
5. Ti dedico tutto
6. Non so più a chi credere
7. Una storia importante/Adesso tu (feat. Eros Ramazzotti)
8. Non è mai stato subito
9. Se è vero che ci sei
10. Convivendo (feat. Laura Pausini)
11. Buongiorno bell'anima
12. Ti penso raramente
13. Se io, se lei
14. L'amore comporta
15. Iris (tra le tue poesie)
16. Tra te e il mare (feat. Laura Pausini e Eros Ramazzotti)
17. Non vivo più senza te
18. Liberatemi

DVD
1. Intro
2. Cado
3. Se Fosse Per Sempre
4. Insieme Finire
5. Mi Fai Stare Bene
6. Dolore e Forza
7. Hai Bisogno di Me
8. Il cielo ha una porta sola
9. Ti dedico tutto
10. Non so più a chi credere
11. Angela
12. Non ci facciamo compagnia
13. Una storia importante (feat. Eros Ramazzotti)
14. Adesso tu (feat. Eros Ramazzotti)
15. Non è mai stato subito
16. Se è vero che ci sei
17. Quanto tempo e ancora (feat. Laura Pausini)
18. Convivendo (feat. Laura Pausini)
19. Vivimi (feat. Laura Pausini)
20. Buongiorno bell'anima
21. Ti penso raramente
22. Se io, se lei
23. L'amore comporta
24. Pazzo di lei
25. Iris (tra le sue poesie)
26. Tra te e il mare (feat. Laura Pausini e Eros Ramazzotti)
27. Sognami
28. Ho la musica nel cuore
29. Non vivo più senza te
30. Liberatemi
31. Così presto no